# 仙台市立宮城野中学校
仙台市立宮城野中学校（せんだいしりつみやぎのちゅうがっこう）は、宮城県仙台市宮城野区五輪一丁目にある公立中学校。校名は、萩の名所として知られる歌枕「宮城野」に由来する。

## 概要
榴岡公園の斜向かいにある。仙台市立仙台大志高等学校とは校地を共有しているが、当校から同高校への連絡進学制度は無く、中高一貫校でもない。この学校は都市計画道路元寺小路福室線に面した南校舎を利用し、同高校は東校舎を利用している。
原町小学校、宮城野小学校（大半）、榴岡小学校（半分ほど）、東六番丁小学校（一部）の4小学校からの生徒が入学する。

## 沿革
1928年（昭和3年）、仙台市は宮城郡原町等を編入合併した。すると新市域の原町において1930年（昭和5年）4月1日、当校の前身となる「仙台市宮城野高等小学校」を創立した。校舎は、既に廃校となっていた仙台陸軍幼年学校の旧・生徒寄宿舎を仮校舎として使用した。
1932年（昭和7年）5月7日、仙台陸軍幼年学校跡地に新築された新校舎（現在の校地）に移転。その後、校名や組織を何度か変更し、1949年（昭和24年）に仙台市立宮城野中学校になった。
なお、仙台陸軍幼年学校跡地には、1928年（昭和3年）に商務省工芸指導所も設立されている。同施設は、1967年（昭和42年）に東北工業技術試験所として現・仙台市宮城野区苦竹4-2-1に移転し、2001年（平成13年）より産業技術総合研究所東北センターに改称した。

### 年表
- 1928年（昭和3年）4月1日 - 仙台市が宮城郡原町を編入合併。
- 1930年（昭和5年）4月1日 - 仙台市宮城野高等小学校として創立。
- 1941年（昭和16年）4月1日 - 国民学校令施行により、仙台市宮城野国民学校に改称。
- 1947年（昭和22年）4月1日 - 学制改革により、仙台市立第六中学校に改組・改称。
- 1949年（昭和24年）4月1日 - 第六および第七中学校を合併し、仙台市立宮城野中学校に改称。開校記念日、校章・校旗制定。
- 1988年（昭和63年） - 中学校新奨励服制定。

## 委員会活動
専門委員会
- 1学年委員会
- 2学年委員会
- 3学年委員会
- 環境美化委員会
- 図書委員会
- 情報福祉委員会
- 給食委員会
- 保健委員会

## 部活動
| 運動部 - 野球部（男子） - サッカー部（男子） - ソフトボール部（女子） - ソフトテニス部（男女） - 陸上部（男女） - バスケットボール部（男女） - バレーボール部（女） - バドミントン部（男女） - 卓球部（男女） - 水泳部（男女） - 剣道部（男女） | 文化部 - 吹奏楽部 - 美術部 - 科学工作部 - 茶華道部 |

## 学校行事・生徒会行事[要出典]
対面式
新入生に対して生徒会活動の紹介、部活動紹介などを行なう。この日から仮入部期間であり、新入生が部活動を体験する。
1年校外学習
入学後最初の学校行事である。年度によって実施内容が変わるが宿泊はない。山形県、岩手県 へ行く。
今は1年の校外学習が2泊3日の野外活動に変わり、秋田県へ行く
2年野外活動
2泊3日の宿泊行事。2007年度は会津方面、2008年度以降は山形県西川町に行った。ここ数年は秋田県大仙市などの民宿に泊まり、農作業を体験したりする。最終日は自主研修などを行なう
(今は一年生で野外活動に行く)
3年修学旅行
毎年東京、大阪・京都、北海道のいずれかに行く。2009年度は1日目と二日目に職場訪問、自主研修、3日目にクラス別研修を行なった。2011年度は、東日本大震災（東北地方太平洋沖地震）の影響で、特別計画となった。
2020年度は新型コロナウイルスの影響により栃木県の那須方面へ急遽変更になった。
生徒総会
全校生徒が体育館に集まり、予算の承認・決算の報告などの一般議題と、生徒会執行部から出される提案議題について話し合う。事前にクラスごとに「模擬生徒会」を行い、クラスの意見を集める。
校内合唱コンクール
毎年7月の夏休み1週間前に行なう。2008年度までは多賀城市文化会館、2009年度は宮城県民会館で開催された。最近は多賀城市文化会館で行っている。2020年は新型コロナウイルスの影響により、例年の7月ではなく、11月に仙台サンプラザホールでの開催となった。課題曲と自由曲の2曲を演奏し、課題曲は毎年1年生は「君をのせて」、2年生は「Let's seach for tomorrow」、3年生は「大地讃頌」。
文化発表会
吹奏楽部、弁論、英語弁論・暗唱のステージ発表と各文化部、各学年等の展示発表がある。ステージ発表は土曜日に行なわれる。
生徒会役員選挙
9月末にAブロック(2年生徒会長・副会長)、Bブロック(1年副会長・書記)、Cブロック(2年書記)に分けて体育館で立会演説会が行なわれる。演説会後、生徒は教室に戻り投票用紙に記入して投票する。
球技大会
9月〜10月に、仙台市体育館で行われる。種目はバレーボールのみ。各学年男子・女子・総合の1位〜3位のクラスが発表され、それぞれ1位のクラスにはトロフィーと賞状が、2・3位には賞状が贈られる。

## 主な卒業生
- 桜井充 - 参議院議員、医師
- 天野勇剛 - プロ野球選手
- 中根仁 - 元プロ野球選手
- 中根佑二 - 元プロ野球選手
- 本郷奏多 - 俳優
- 丸中大明 - プロソフトテニス選手